# Buttons (Pussycat Dolls)
Buttons è il quarto singolo del gruppo musicale statunitense Pussycat Dolls featuring Snoop Dogg, pubblicato il 2 maggio 2006 come estratto dall'album PCD.

## Descrizione
Il singolo è stato registrato nel 2005 e pubblicato nel 2006. Rispetto alla versione presente nell'edizione standard dell'album, sono state aggiunte alcune parti hip hop, che vengono eseguite da Snoop Dogg. 
Il singolo è arrivato alla posizione numero 3 della Billboard Hot 100 e ha avuto successo in tutto il mondo, arrivando al numero 1 in diversi paesi, tra cui Nuova Zelanda e Regno Unito.

## Video musicale
Il video di Buttons è stato girato il 20 marzo 2006 da Francis Lawrence. 
Nel video, le Pussycat, vestite in suggestivi abiti corti e neri, danzano in una specie di lap dance e ballo molto sensuale in un ambiente color seppia. Alle sequenze delle Dolls, vengono alternate quelle con Snoop Dogg, da solo o con Nicole Scherzinger, che esegue la sua parte rap.
Il video è stato premiato come Miglior video ballato agli MTV Video Music Awards 2006.

## Tracce (parziale)
CD single 1
1. Buttons (Main Mix - Final Edit) – 3:52
2. Flirt (2:57)

Durata totale: 3:52
CD single 2
1. Buttons (Main Mix - Final Edit) – 3:52
2. Buttons (album version) – 3:46
3. Flirt – 2:57
4. Buttons (video)

Durata totale: 10:35
CD single (Polydor)
1. Buttons (Main Mix - Final Edit)
2. Don't Cha (live version)

## Classifiche
| Classifica (2006)                  | Posizione massima |
| ---------------------------------- | ----------------- |
| Australia                          | 2                 |
| Austria                            | 1                 |
| Belgio                             | 4                 |
| Canada                             | 13                |
| Europa                             | 7                 |
| Francia                            | 12                |
| Finlandia                          | 11                |
| Germania                           | 4                 |
| Irlanda                            | 4                 |
| Italia                             | 18                |
| Nuova Zelanda                      | 1                 |
| Paesi Bassi                        | 6                 |
| Regno Unito                        | 1                 |
| Romania                            | 8                 |
| Svizzera                           | 3                 |
| U.S. Billboard Hot 100             | 3                 |
| U.S. Billboard Pop 100             | 1                 |
| U.S. Billboard Hot Dance Club Play | 1                 |